# 564 هـ
564 هـ هي سنة في التقويم الهجري امتدت مقابلةً في التقويم الميلادي بين سنتي 1168 و1169.

## مواليد
- ابن المستوفي
- ابن معطي الزواوي

## وفيات
- أسد الدين شيركوه بن شاذي
- أحمد بن قسي الأندلسي
- مؤتمن الخلافة جوهر
- شاور